# نشنال اویل‌ول وارکو

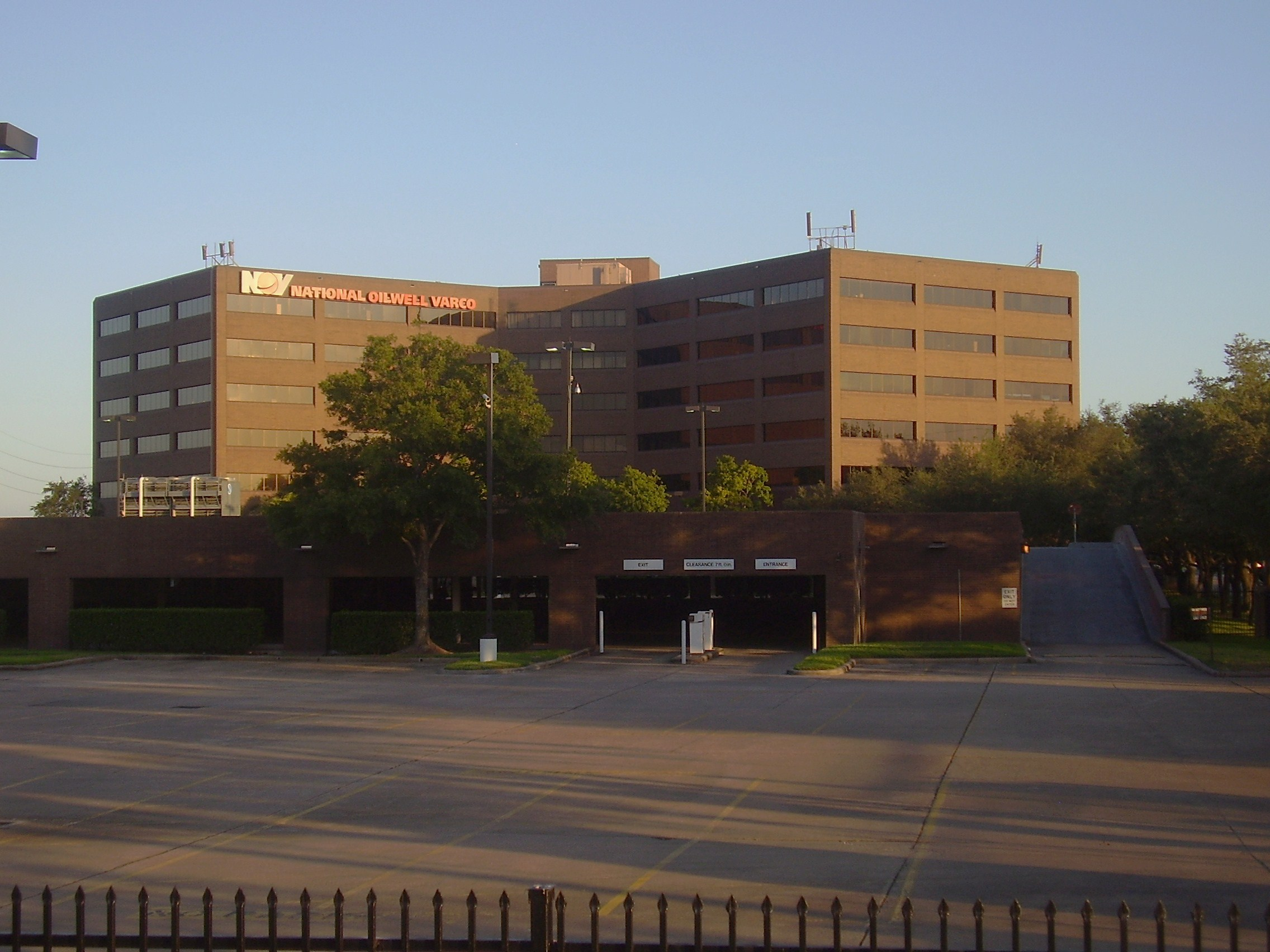
ساختمان اداری کمپانی نشنال اویل‌ول وارکو، در شارپس تاون هیوستون

نشنال اویل‌ول وارکو (به انگلیسی: National Oilwell Varco) به اختصار ان‌اووی شرکت چندملیتی است، که دفتر مرکزی آن، در هیوستون، تگزاس قرار دارد. این شرکت در زمینه ساخت سکوهای حفاری نفتی، در مناطق خشکی و دریایی فعالیت می‌نماید.
شرکت نشنال اویل‌ول وارکو همچنین ارائه‌کننده خدمات مختلفی در صنعت نفت می‌باشد، مانند خدمات سر چاهی و بازرسی خطوط لوله. این شرکت دارای شبکه توزیع گسترده‌ای است، که در کشورهای مختلف، فعال بوده و بیش از ۷۰۰ جایگاه را شامل می‌گردد.
کمپانی ان‌اووی یکی از بزرگترین شرکت‌های دنیا، در زمینه طراحی، تولید و فروش تجهیزات و قطعات حفاری نفت و گاز و همچنین عملیات تولید، تأمین و ارائه خدمات به بخش بالادستی نفت و گاز می‌باشد.
در سال ۲۰۰۸، روزنامه هیوستون کرونیکل کمپانی نشنال اویل‌ول وارکو را به عنوان بهترین شرکت هیوستون انتخاب نمود. این شرکت، در سال ۲۰۰۷ در رتبه ۱۵ قرار داشت.